# دنی برن
دنی برن (انگلیسی: Danny Byrne؛ زادهٔ ۳۰ نوامبر ۱۹۸۴) بازیکن فوتبال اهل بریتانیا است.
از باشگاه‌هایی که در آن بازی کرده‌است می‌توان به باشگاه فوتبال ویتون آلبیون، باشگاه فوتبال منچستر یونایتد، و باشگاه فوتبال ردینگ اشاره کرد.